# 任志武
任志武（1963年3月—），男，河南辉县人，中国政治人物，曾任国家能源局副局长。

## 生平
1984年7月毕业于洛阳工学院农机工程系拖拉机设计与制造专业，获工学学士学位，分配到机械工业部农机局工作，并在无锡油泵油嘴厂实习1年。1987年9月参加中央国家机关讲师团，在福建省漳平第二中学任教1年。1988年后，在国家计划委员会（2003年改组为国家发展和改革委员会）科技司、高技术产业发展司工作。1995年至1998年，在华中理工大学管理科学与工程在职学习，获管理学硕士学位。2017年3月，任国家发展和改革委员会高技术产业司司长。2018年6月，任国家发展和改革委员会副秘书长。
2019年12月3日，由国务院任命为任国家能源局副局长。2023年4月21日，免去副局长职务。

## 社会兼职
- 国家自然科学基金委员会委员（2013年－2023年）
- 国务院安全生产委员会成员（2021年－2023年）